# Vasîlivka, Lebedîn
Vasîlivka (în ucraineană Василівка) este localitatea de reședință a comunei Vasîlivka din raionul Lebedîn, regiunea Sumî, Ucraina.

## Demografie
Componența lingvistică a localității Vasîlivka
     Ucraineană (97,61%)
     Rusă (1,81%)
     Alte limbi (0,06%)
Conform recensământului din 2001, majoritatea populației localității Vasîlivka era vorbitoare de ucraineană (97,61%), existând în minoritate și vorbitori de rusă (1,81%).